# Río Corbones
Río Corbones är ett vattendrag i Spanien. Det ligger i den sydvästra delen av landet, 400 km sydväst om huvudstaden Madrid.